# Station Szymbory
Station Szymbory is een spoorwegstation in de Poolse plaats Szymbory-Andrzejowięta.